# 克拉斯諾戈羅茨克區

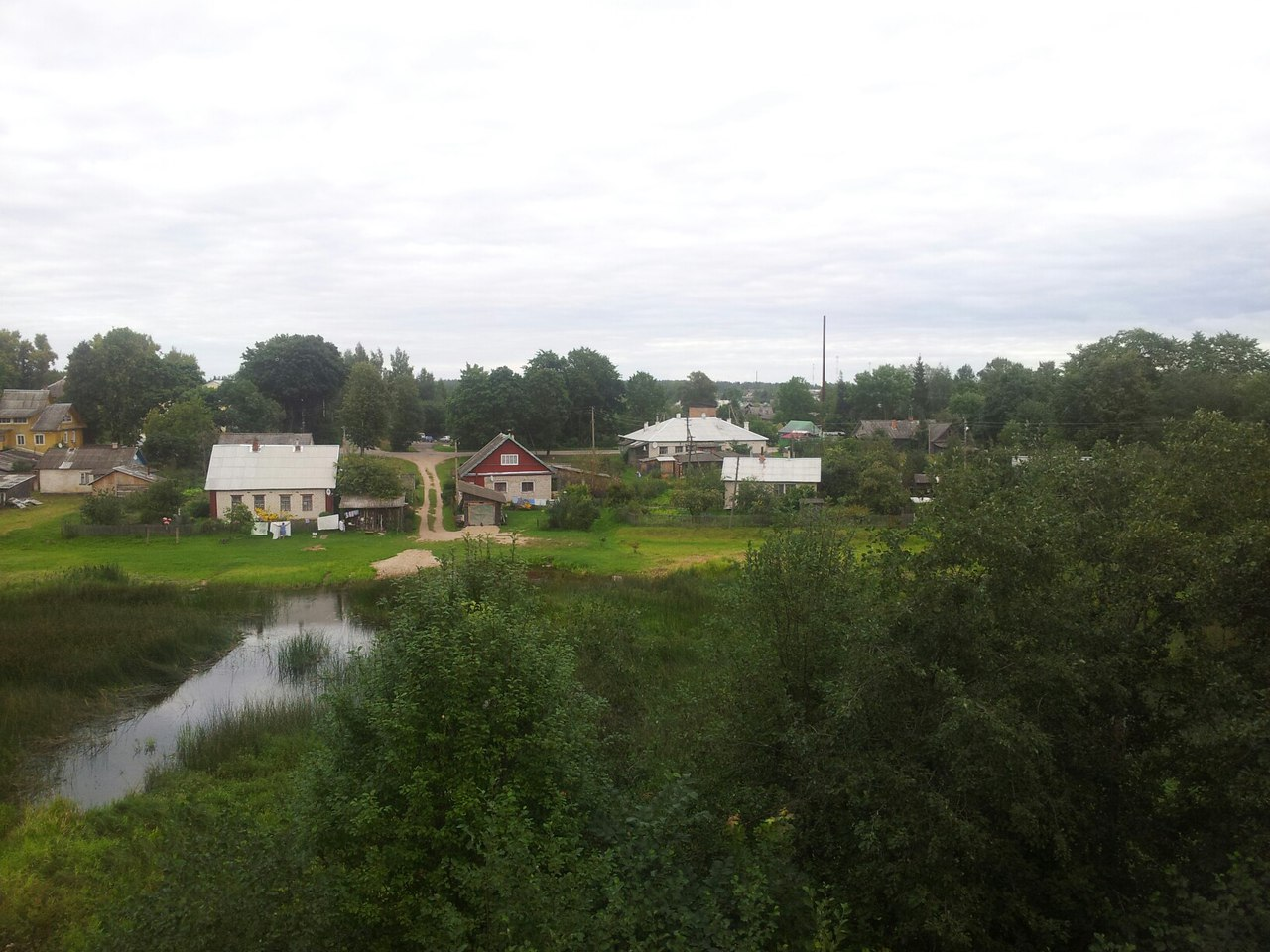

56°49′44″N 28°16′51″E / 56.82889°N 28.28083°E
克拉斯諾戈羅茨克區（俄语：Красногородский район），是俄羅斯的一個區，位於該國西北部，由普斯科夫州負責管轄，面積1,320.42平方公里，2010年人口7,328，人口密度每平方公里5.55人。